# Gaheris
Gaheris là một nhân vật trong hội Bàn Tròn, được tác gia Thomas Malory đặt cho biệt hiệu Mĩ Thủ (tiếng Pháp: Beaumains).

## Lịch sử

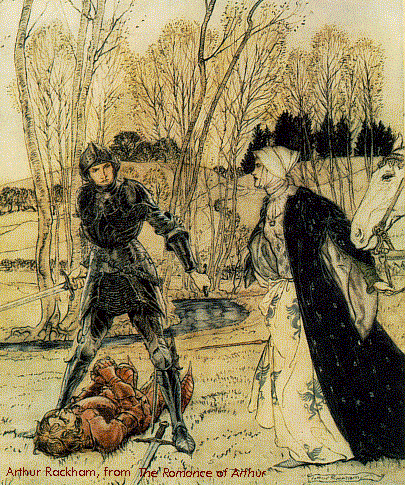
Ngài Gaheris Mĩ Thủ đối đầu Hồng Kị Sĩ, tranh Arthur Rackham năm 1917.

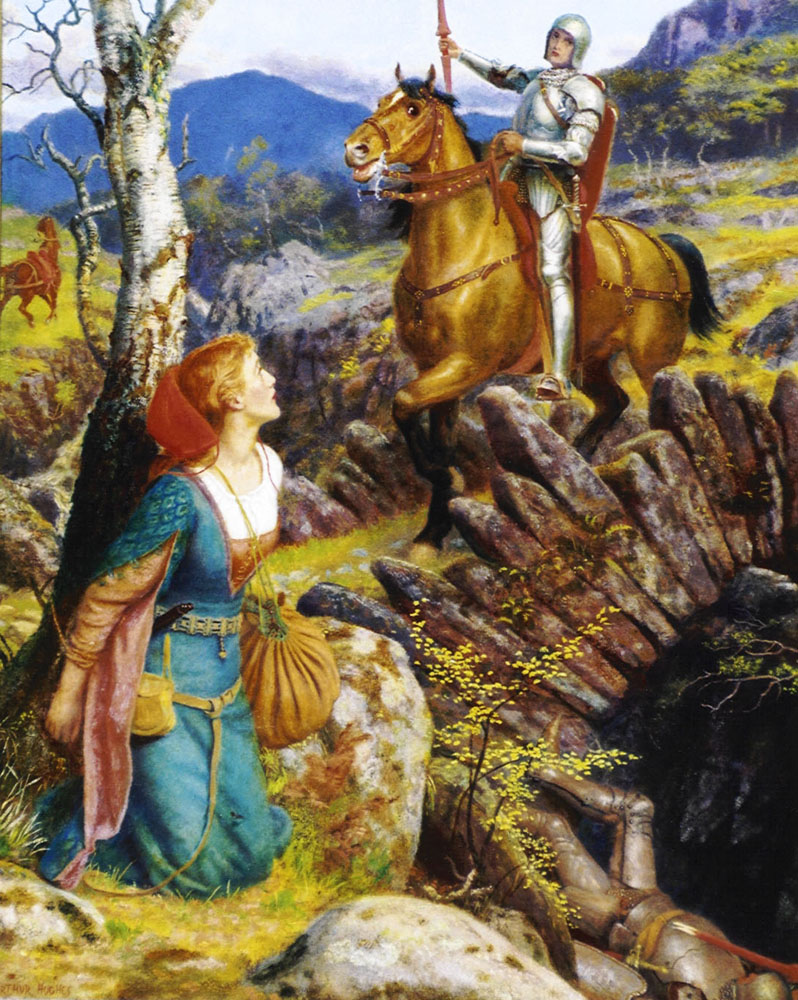
Overthrowing of the Rusty Knight, 1908.

Gaheris là út nam của vua Loth và công chúa Morgawse. Như vậy, thông qua Morgawse, Gaheris gọi vua Arthur là cậu và Medrawt là biểu đệ. Trên hành trình truy lùng Chén Thánh Gaheris bị giết và tắt thở trên tay chí hữu Bohort Trẻ.
Gaheris cưới Lyonesse sinh được 2 hoặc 3 con.

## Văn hóa
Trong bản truyện Malory, Gaheris đến Camelot khi còn rất bé và xin làm phụ bếp chỗ ngài Cai. Cai thử thách cậu bằng cách châm chọc và đặt biệt danh Mĩ Thủ cho. Khi chững chạc rồi, Gaheris đi cứu chị em Lynette và Lyonesse khỏi Hồng Kị Sĩ. Bao giờ chàng cũng có thằng lùn Melot làm bạn đường. Trên bước đường tìm Chén, chàng còn đụng độ Hắc Kị Sĩ và Lục Kị Sĩ nữa.
Hình tượng Gaheris xuất hiện trên rất nhiều tác phẩm sân khấu và điện ảnh cùng một số bản truyện khác.